# Boxhorn
Pour les articles homonymes, voir Boxhorn (homonymie).
Boxhorn (luxembourgeois : Boxer) est une section de la commune luxembourgeoise de Wincrange située dans le canton de Clervaux.